# جیم لوئیس
جیم لوئیس (انگلیسی: Jim Lewis (footballer)؛ ۲۶ ژوئن ۱۹۲۷ – ۲۱ نوامبر ۲۰۱۱) یک بازیکن فوتبال اهل انگلستان بود. 
وی سابقه بازی در تیم‌های مطرحی همچون باشگاه فوتبال چلسی و باشگاه فوتبال لیتون اورینت را دارد، لوئیس عضو تیم ملی فوتبال بریتانیا در بازی‌های المپیک تابستانی ۱۹۵۲، ۱۹۵۶ و ۱۹۶۰ بوده است.